# Radewitz (Penkun)
Radewitz ist ein Ortsteil der Stadt Penkun des Amtes Löcknitz-Penkun im Landkreis Vorpommern-Greifswald in Mecklenburg-Vorpommern.

## Geographie
Der Ort liegt 6 Kilometer westlich von Penkun auf einer Grundmoränenfläche, die sich in Nord-Süd-Richtung zwischen Oder und Randow auf einer Länge von rund 20 Kilometern erstreckt. Die Nachbarorte sind Friedefeld und Wollin im Nordosten, Penkun im Osten, Sommersdorf im Südosten, Grünz im Südwesten, Schmölln im Westen sowie Schwaneberg im Nordwesten.

## Geschichte
Die erste schriftliche Erwähnung des Ortes findet sich in einer Urkunde vom 22. März 1289. Darin wurde Radewitz unter seinem heutigen Namen und als Teil einer Entschädigung an das Kloster Gramzow aufgeführt. Im Jahr 1618 wurde der Ort zwischenzeitlich in der Schreibweise „Radevitz“ verzeichnet. In einer Urkunde von 1697 wurde Radewitz wieder unter seinem früheren und heutigen Namen aufgeführt.
Bis zum 31. Dezember 1998 war Radewitz ein Ortsteil der Gemeinde Grünz, die am 1. Januar 1999 nach Penkun eingemeindet wurde.